# Gowdagere, Channapatna
Gowdagere là một làng thuộc tehsil Channapatna, huyện Ramanagara, bang Karnataka, Ấn Độ.